# Nycteridopsylla singula
Nycteridopsylla singula är en loppart som beskrevs av Vladimir Alekseevich Rybin 1991. Nycteridopsylla singula ingår i släktet Nycteridopsylla och familjen fladdermusloppor. Inga underarter finns listade i Catalogue of Life.